# Bradley de Nooijer
Bradley de Nooijer (Rotterdam, 7 novembre 1997) è un calciatore olandese, difensore svincolato.

## Biografia
È il figlio di Gérard de Nooijer, a sua volta calciatore.

## Statistiche

### Presenze e reti nei club
Statistiche aggiornate all'11 ottobre 2018.
| Stagione                 | Squadra                  | Campionato               | Campionato | Campionato | Coppe nazionali | Coppe nazionali | Coppe nazionali | Coppe continentali | Coppe continentali | Coppe continentali | Altre coppe | Altre coppe | Altre coppe | Totale | Totale | Totale |
| Stagione                 | Squadra                  | Comp                     | Pres       | Reti       | Comp            | Pres            | Reti            | Comp               | Pres               | Reti               | Comp        | Pres        | Reti        | Pres   | Reti   |        |
| ------------------------ | ------------------------ | ------------------------ | ---------- | ---------- | --------------- | --------------- | --------------- | ------------------ | ------------------ | ------------------ | ----------- | ----------- | ----------- | ------ | ------ | ------ |
| 2016-2017                | Dordrecht                | ED                       | 36         | 0          | CO              | 1               | 0               | -                  | -                  | -                  | -           | -           | -           | 37     | 0      |        |
| 2017-2018                | Viitorul Costanza        | Liga I                   | 14+8       | 0          | CR              | 2               | 0               | UCL+UEL            | -                  | -                  | -           | -           | -           | 24     | 0      |        |
| 2018-2019                | Viitorul Costanza        | Liga I                   | 25+6       | 0          | CR              | 4               | 0               | UEL                | 4                  | 0                  | -           | -           | -           | 14     | 0      |        |
| 2019-2020                | Viitorul Costanza        | Liga I                   | 27+5       | 0          | CR              | -               | -               | UEL                | 2                  | 0                  | -           | -           | -           | 7      | 0      |        |
| Totale Viitorul Costanza | Totale Viitorul Costanza | Totale Viitorul Costanza | 58         | 0          |                 | 6               | 0               |                    | 6                  | 0                  |             | -           | -           | 70     | 0      |        |
| Totale carriera          | Totale carriera          | Totale carriera          | 94         | 0          |                 | 7               | 0               |                    | 6                  | 0                  |             | -           | -           | 107    | 0      |        |

## Palmarès

### Club

#### Competizioni nazionali
- Coppa di Romania: 1

Viitorul Costanza: 2018-2019
- Supercoppa di Romania: 1

Viitorul Costanza: 2019